# Escàndol. Relat d'una obsessió
Escàndol. Relat d'una obsessió (títol original en castellà, Escándalo. Relato de una obsesión) és una sèrie de televisió espanyola de Mediaset España per a Telecinco creada per Aurora Guerra, amb Aitor Gabilondo de productor executiu, i protagonitzada per Alexandra Jiménez, Fernando Lindez, Eve Ryan, Antonio Gil i Carlos Serrano, entre d'altres. La sèrie es va estrenar el dia 11 de gener de 2023 a Telecinco. El 10 de març del mateix any es va incorporar al catàleg d'Amazon Prime Video, amb subtítols al català.

## Sinopsi
L'Inés, una dona que està en un moment complicat de la seva vida, se submergeix en la mar per a posar fi a la seva vida. El seu salvador és l'Hugo, un noi molt menor que ella del qual s'enamora obsessivament. En la seva obstinació perquè ningú s'entremeti en aquesta relació prohibida, l'Inés s'anirà deixant portar pels seus impulsos i no dubtarà a prendre decisions que afectaran irremeiablement els que l'envolten i que duran tot el seu entorn en una espiral de greus esdeveniments.

## Repartiment

### Repartiment principal
- Alexandra Jiménez - Inés Morales
- Fernando Lindez - Hugo Ribó Canal
- Eve Ryan - Ainara
- Antonio Gil - Tomás Ribó (episodi 1 - episodi 4)
- Victor Duplá - Antonio
- Carlos Serrano - Mauro Ribó Canal (episodi 1 - episodi 6)

### Repartiment secundari
- Celia Freijeiro - Lola (episodi 1 - Episodi 8)
- Alba Gutiérrez - Ana (episodi 1 - Episodi 8)
- Iñigo de la Iglesia - Paco (episodi 1: episodi 3 - episodi 8)
- Zoe Bonafonte - Julia (episodi 1 - episodi 8)
- Marta Tomasa Worner - Mare de l'Inés (episodi 1 - episodi 8)
- Carlos Lorenzo - Amic de l'Hugo (episodi 1 - episodi 8)
- Martina Mariño - Inés de 12 anys (episodi 1 - episodi 8)

### Repartiment episòdic
- Ismael Abadal - Amic de l'Hugo (episodi 1 - episodi 6)
- Raúl Peña - Carlos Muriel (episodi 2 - episodi 4)
- Amaia Miranda - Inés amb 5 anys (episodi 1 - episodi 8)
- Mario Zorrilla - Director de l'internat (episodi 1 - episodi 2)
- Isabel Gaudí - Carmen (episodi 2 - episodi 6)
- Will Shephard - Rafa (episodi 3 - episodi 8)

## Polèmiques
El 7 de gener de 2023 va sortir el tràiler definitiu de la sèrie en el compte oficial de Mediaset España. Part del públic considerava la sèrie una apologia de la pederàstia per permetre la relació d'un menor d'edat amb una dona de quaranta-dos anys. Un dels seus guionistes va demanar visualitzar la sèrie per a veure que rebutjaven totalment les acusacions abocades en les xarxes socials.